# Skala twardości Mohsa
Skala twardości Mohsa − dziesięciostopniowa skala twardości minerałów charakteryzująca odporność na zarysowania materiałów twardszych przez materiały bardziej miękkie. Została stworzona w 1812 roku przez niemieckiego mineraloga Friedricha Mohsa. Twardość poszczególnych minerałów nie jest ułożona proporcjonalnie i liniowo i ma charakter porównawczy. Minerały są ustawione od najbardziej miękkiego do najtwardszego. Każdy minerał może zarysować minerał poprzedzający go na skali (bardziej miękki) i może zostać zarysowany przez następujący w skali po nim (twardszy). Jest to jedynie skala orientacyjna, a klasyfikacja polega na tym, że jeżeli badany minerał będzie w stanie zarysować powierzchnię minerału wzorcowego, a ten sam wzorcowy zarysuje powierzchnię badanego, to badany  będzie zaklasyfikowany z twardością wzorcowego. Przykładowo, jeżeli minerał badany zarysuje powierzchnię kwarcu, będąc jednocześnie rysowany przez niego, będzie miał taką samą twardość. Jeżeli minerał badany będzie w stanie zarysować np. kwarc, a ten nie będzie w stanie zarysować materiału badanego, to twardość próbki jest uznawana za co najmniej 7,5 (porównanie z topazem mówi, czy nie jest większa).
Twardość minerałów jest własnością kierunkową tzn., że może być odmienna w różnych kierunkach (przykładem takiej anizotropii twardości jest minerał kyanit (zwanym dawniej dysten, co znaczy „dwie twardości”) o wzorze chemicznym Al
2SiO
5. Wzdłuż osi krystalograficznej Z wykazuje twardość ok. 3,5 w skali Mohsa, natomiast prostopadle do tej osi twardość wynosi około 7.
W warunkach laboratoryjnych twardość absolutną można mierzyć za pomocą sklerometrów, które zapewniają dokładniejsze wyniki. Skala Mohsa nadal cieszy się popularnością ze względu na możliwość szybkiego wyznaczenia przybliżonej twardości minerałów (również w warunkach polowych), przy pomocy prostych narzędzi.
Pomiar twardości metodą Mohsa opisują normy PN-EN 101, DIN 18155, BS 6431-13 i ASTM MNL46.
| Twardość (skala Mohsa)                                        | Minerał wzorcowy              | Twardość absolutna | Obraz | Test                                                         |
| ------------------------------------------------------------- | ----------------------------- | ------------------ | ----- | ------------------------------------------------------------ |
| 1                                                             | talk (Mg3Si4O10(OH)2)         | 1                  |       | minerał daje się zarysować z łatwością paznokciem            |
| 2                                                             | gips (CaSO4·2H2O)             | 2                  |       | minerał daje się zarysować paznokciem                        |
| 3                                                             | kalcyt (CaCO3)                | 9                  |       | minerał daje się zarysować z łatwością miedzianym drutem     |
| 4                                                             | fluoryt (CaF2)                | 21                 |       | minerał daje się zarysować z łatwością ostrzem noża          |
| 5                                                             | apatyt (Ca5(PO4)3(OH-,Cl-,F-) | 48                 |       | minerał daje się zarysować z trudem ostrzem noża             |
| 6                                                             | ortoklaz (KAlSi3O8)           | 72                 |       | minerał daje się zarysować stalą narzędziową (np. pilnikiem) |
| Minerały nie dające się zarysować nożem ani stalą narzędziową |                               |                    |       |                                                              |
| 7                                                             | kwarc (SiO2)                  | 100                |       | rysuje szkło                                                 |
| 8                                                             | topaz (Al2SiO4(OH-,F-)2)      | 200                |       | rysuje szkło z łatwością                                     |
| 9                                                             | korund (Al2O3)                | 400                |       | tnie szkło, daje się zarysować diamentem                     |
| 10                                                            | diament (C)                   | 1600               |       | rysuje korund, daje się zarysować tylko innym diamentem      |